# Lathromeris occidentalis
Lathromeris occidentalis är en stekelart som först beskrevs av Alexandre Arsène Girault 1915.  Lathromeris occidentalis ingår i släktet Lathromeris och familjen hårstrimsteklar. Inga underarter finns listade i Catalogue of Life.